# کودتای ژاپنی در هندوچین فرانسه
کودتای ژاپنی‌ها در هندوچین فرانسه (به انگلیسی: Japanese coup d'état in French Indochina) معروف به میگو ساکوسن (به ژاپنی: 明号作戦) یا عملیات ماه درخشان (به انگلیسی: Chiến dịch Giăng Sáng) عملیاتی ژاپنی بود که در ۹ مارس ۱۹۴۵، در اواخر جنگ جهانی دوم، انجام شد. با شکست نیروهای ژاپنی در جنگ و تهدید قریب‌الوقوع حمله متفقین به هندوچین، ژاپنی‌ها نگران قیام نیروهای استعماری فرانسه علیه خود بودند.
با وجود اینکه فرانسوی‌ها پیش‌بینی حمله را می‌کردند، ژاپنی‌ها در یک عملیات نظامی به پادگانهای سراسر مستعمره حمله کردند. فرانسوی‌ها غافلگیر شدند و همه پادگان‌ها مورد تاخت و تاز قرار گرفتند و برخی از آنها مجبور به فرار به چین ملی‌گرا شدند و در آنجا به شدت بازداشت شدند. ژاپنی‌ها مقامات فرانسوی را جایگزین کردند و عملاً کنترل خود بر هندوچین را از دست دادند. سپس ژاپنی‌ها توانستند امپراتوری ویتنام، پادشاهی کامبوج و لوآنگ پرابانگ را تأسیس و ایجاد کنند که تحت هدایت آنها و با حضور نظامی آنها موافقت کرده و از حمله احتمالی متفقین جلوگیری می‌کرد. کودتای ژاپنی‌ها در هندوچین فرانسه، معروف به میگو ساکوسن، عملیاتی ژاپنی بود که در ۹ مارس ۱۹۴۵، در اواخر جنگ جهانی دوم، رخ داد. با شکست نیروهای ژاپنی در جنگ و تهدید قریب‌الوقوع حمله متفقین به هندوچین، ژاپنی‌ها نگران قیام علیه خود توسط نیروهای استعماری فرانسه بودند.

## جستارها وابسته
- حمله ژاپن به هندوچین فرانسه
- جنگ فرانسه و تایلند